# Phragmatobia lineata
Phragmatobia lineata is een beervlinder uit de familie van de spinneruilen (Erebidae). De wetenschappelijke naam van de soort is voor het eerst geldig gepubliceerd in 1966 door Dionahue & Newman.